# French Open 1997
Wielkoszlemowy turniej tenisowy French Open w 1997 rozegrano w dniach 26 maja – 8 czerwca, na kortach im. Rolanda Garrosa.

## Zwycięzcy

### Gra pojedyncza mężczyzn
Gustavo Kuerten (BRA) – Sergi Bruguera (ESP) 6-3, 6-4, 6-2

### Gra pojedyncza kobiet
Iva Majoli (CRO) – Martina Hingis (SUI) 6-4, 6-2

### Gra podwójna mężczyzn
Jewgienij Kafielnikow (RUS) / Daniel Vacek (CZE) – Todd Woodbridge / Mark Woodforde (AUS) 7-6, 4-6, 6-3

### Gra podwójna kobiet
Gigi Fernández (USA) / Natalla Zwierawa (BLR) – Mary Joe Fernández / Lisa Raymond (USA) 6-2, 6-3

### Gra mieszana
Rika Hiraki (JPN) / Mahesh Bhupathi (IND) – Lisa Raymond / Patrick Galbraith (USA) 6-4, 6-1

### Rozgrywki juniorskie
- chłopcy:

Daniel Elsner (GER) – Luis Horna (PER) 6-4, 6-4 
- dziewczęta:

Justine Henin (BEL) – Cara Black (ZIM) 4-6, 6-4, 6-4